# Simon Kronsteiner
Simon Kronsteiner (* 27. April 1999) ist ein österreichischer Fußballtorwart.

## Karriere
Kronsteiner begann seine Karriere beim SV Horn. 2012 spielte er kurzzeitig in der Jugend des SK Rapid Wien, ehe er zu Horn zurückkehrte. Im April 2015 spielte er erstmals für die sechstklassigen Amateure von Horn.
Im März 2017 stand er gegen den FC Blau-Weiß Linz erstmals im Kader der Profis von Horn, mit denen er am Ende der Saison 2016/17 in die Regionalliga abstieg. In der Saison 2017/18 kam er als zweiter Tormann zu keinem Einsatz in der Regionalliga, die man als Meister jedoch nach einer Saison wieder verlassen konnte.
Im Juni 2019 debütierte er schließlich für die erste Mannschaft in der 2. Liga, als er am 30. Spieltag der Saison 2018/19 gegen die WSG Wattens in der 82. Minute für Christoph Haas eingewechselt wurde.